# 沈昭略
沈昭略（5世纪—499年12月11日），字茂隆，吴兴郡武康县（今浙江省德清县西）人，中国南北朝南齐大臣。沈庆之的孙子，沈文季兄沈文叔的儿子。
沈昭略性格狂俊，好酒任气。一次沈昭略醉酒至芜湖苑，遇见王景文的儿子王约，瞪着他说：“你是瑯琊王约吗？为何又胖又傻？”王约说:“你是沈昭略吗？为何又瘦又狂？”沈昭略抚掌大笑，说:“瘦已胜胖，狂又胜傻，我对你王约有什么办法，我对你的痴傻有什么办法。”刘宋末年为相国西曹掾。南齐时，历任中书郎、黄门郎、临海郡太守、御史中丞。齐明帝猜疑嗜杀，沈昭略饮酒自晦，不问世事，官至侍中、抚军长史。萧宝卷时，沈昭略与叔父沈文季一起被萧宝卷派茹法珍毒杀，死前大骂一同被赐死的徐孝嗣：“废昏立明，古今令典；宰相无才，致有今日！”还用酒杯砸徐孝嗣的脸，说要让徐孝嗣做破相鬼。齐和帝即位，追赠太常。